# International Rectifier
International Rectifier — американский разработчик и производитель электронных компонентов. Специализируется на изделиях для систем электропитания: силовые транзисторы, импульсные стабилизаторы, микросхемы управления импульсными преобразователями, электродвигателями, люминесцентными лампами и др. Собственные производства базируются в США, Великобритании, Мексике.

## История
- Август 1947 года — основано производство селеновых выпрямителей, именем которых и названа компания. IR по сей день выпускает широкую гамму выпрямительных диодов и диодных сборок.
- 1954 — начато промышленное производство германиевых полупроводниковых приборов
- 1958 — начато промышленное производство полупроводниковых стабилитронов и фотоэлементов
- 1959 — выпуск первого в мире тиристора (SCR)
- 1962 — разработка эпитаксиального технологического процесса производства силовых тиристоров
- 1974 — выпуск первых в мире силовых транзисторов с пассивацией стеклом
- 1979 — выпуск первых в мире силовых МДП-транзисторов с сотовой топологией под торговой маркой HEXFET
- 1983 — патентуется IGBT-транзистор. Выпускается первая в мире микросхема управления высоковольтным стабилизатором
- 1996 — выпуск первого в мире МДП-транзистора с обратным диодом Шоттки под торговой маркой FETKY
- 2003 — выпуск семейства компонентов для импульсных преобразователей DirectFET с исключительно высокой плотностью упаковки
- 2014 — куплена компанией Infineon Technologies за 3 млрд долларов
- 2015 — официально стала частью Infineon Technologies

## Современные изделия IR
- Дискретные силовые МДП-транзисторы и сборки
- МДП-транзисторы со встроенным диодом Шотки, со встроенным драйвером затвора и т. п.
- Дискретные силовые IGBT транзисторы и сборки
- Оптоэлектронные реле
- Узлы управления параллельными источниками питания (ORing-контроллеры и сборки)
- Микроэлектронные реле
- Микросхемы управления синхронными выпрямителями
- Микросхемы управления импульсными преобразователями напряжения
- Электронная пуско-регулирующая аппаратура люминесцентных светильников и её компоненты
- Микросхемы и сборки управления электродвигателями со встроенными магнитами и AD
- Радиационно-устойчивые приборы и приборы повышенной отказоустойчивости для медицинской техники и авиации

В составе IR входит также подразделение EPI Services — изготовитель кремниевых монокристаллов и эпитаксиальных пластин для сторонних производителей интегральных схем. Завод EPI Services в Месе (Аризона) — крупнейший в США производитель кремниевых пластин диаметром до 200 мм.